# Premi BAFTA 1957
I premi della 10ª edizione dei British Academy Film Awards furono conferiti nel 1957 dalla British Academy of Film and Television Arts alle migliori produzioni cinematografiche del 1956.

## Vincitori e candidati

### Miglior film internazionale (Best Film from any Source)
- Gervaise, regia di René Clément
- Amici per la pelle, regia di Franco Rossi
- Baby Doll - La bambola viva (Baby Doll), regia di Elia Kazan
- Bader il pilota (Reach for the Sky), regia di Lewis Gilbert
- La battaglia di Rio della Plata (The Battle of the River Plate), regia di Michael Powell ed Emeric Pressburger
- Bulli e pupe (Guys and Dolls), regia di Joseph L. Mankiewicz
- La cicala (Poprygunya), regia di Samson Samsonov
- Ombra (Cien), regia di Jerzy Kawalerowicz
- La congiura degli innocenti (The Trouble with Harry), regia di Alfred Hitchcock
- Gioventù bruciata (Rebel Without a Cause), regia di Nicholas Ray
- Guerra e pace (War and Peace), regia di King Vidor
- La mia vita comincia in Malesia (A Town Like Alice), regia di Jack Lee
- Picnic, regia di Joshua Logan
- Rapina a mano armata (The Killing), regia di Stanley Kubrick
- Sorrisi di una notte d'estate (Sommarnattens leende), regia di Ingmar Bergman
- Lo spretato (Le défroqué), regia di Léo Joannon
- Gli uomini condannano (Yield to the Night), regia di J. Lee Thompson
- L'uomo che non è mai esistito (The Man Who Never Was), regia di Ronald Neame
- L'uomo dal braccio d'oro (The Man with the Golden Arm), regia di Otto Preminger

### Miglior film britannico (Best British Film)
- Bader il pilota (Reach for the Sky)
- La battaglia di Rio della Plata (The Battle of the River Plate)
- La mia vita comincia in Malesia (A Town Like Alice)
- Gli uomini condannano (Yield to the Night)
- L'uomo che non è mai esistito (The Man Who Never Was)

### Miglior attore britannico (Best British Actor)
- Peter Finch – La mia vita comincia in Malesia (A Town Like Alice)
- Jack Hawkins – La lunga mano (The Long Arm)
- Kenneth More – Bader il pilota (Reach for the Sky)

### Migliore attrice britannica (Best British Actress)
- Virginia McKenna – La mia vita comincia in Malesia (A Town Like Alice)
- Dorothy Alison – Bader il pilota (Reach for the Sky)
- Audrey Hepburn – Guerra e pace (War and Peace)

### Miglior attore straniero (Best Foreign Actor)
- François Périer – Gervaise
- Gunnar Björnstrand – Sorrisi di una notte d'estate (Sommarnattens leende)
- James Dean – Gioventù bruciata (Rebel Without a Cause)
- Pierre Fresnay – Lo spretato (Le défroqué)
- William Holden – Picnic
- Karl Malden – Baby Doll - La bambola viva (Baby Doll)
- Frank Sinatra – L'uomo dal braccio d'oro (The Man with the Golden Arm)
- Spencer Tracy – La montagna (The Mountain)

### Migliore attrice straniera (Best Foreign Actress)
- Anna Magnani – La rosa tatuata (The Rose Tattoo)
- Carroll Baker – Baby Doll - La bambola viva (Baby Doll)
- Eva Dahlbeck – Sorrisi di una notte d'estate (Sommarnattens leende)
- Ava Gardner – Sangue misto (Bhowani Junction)
- Susan Hayward – Piangerò domani (I'll Cry Tomorrow)
- Shirley MacLaine – La congiura degli innocenti (The Trouble with Harry)
- Kim Novak – Picnic
- Marisa Pavan – La rosa tatuata (The Rose Tattoo)
- Maria Schell – Gervaise
- Jean Simmons – Bulli e pupe (Guys and Dolls)

### Migliore attore o attrice debuttante (Most Promising Newcomer to Film)
- Eli Wallach – Baby Doll - La bambola viva (Baby Doll)
- Stephen Boyd – L'uomo che non è mai esistito
- Don Murray – Fermata d'autobus (Bus Stop)
- Susan Strasberg – Picnic
- Elizabeth Wilson – I giganti uccidono (Patterns)

### Migliore sceneggiatura per un film britannico (Best British Screenplay)
- Nigel Balchin – L'uomo che non è mai esistito (The Man Who Never Was)
- John Boulting, Frank Harvey – Operazione fifa (Private's Progress)
- John Cresswell, Joan Henry – Gli uomini condannano (Yield to the Night)
- Lewis Gilbert – Bader il pilota (Reach for the Sky)
- Sidney Gilliat, Frank Launder – Assassino di fiducia (The Green Man)
- Hubert Gregg, Vernon Harris – Tre uomini in barca (Three Men in a Boat)
- Anthony Kimmins, Moore Raymond – Smiley
- W.P. Lipscomb, Richard Mason – La mia vita comincia in Malesia (A Town Like Alice)
- Michael Powell, Emeric Pressburger – La battaglia di Rio della Plata (The Battle of the River Plate)

### Miglior documentario (Best Documentary Film)
- Sulla Bowery (On the Bowery), regia di Lionel Rogosin
- Foothold on Antarctica, regia di James Carr
- Generator 4
- Il mondo del silenzio (Le monde du silence), regia di Jacques-Yves Cousteau e Louis Malle
- Under the Same Sky

### Premio UN (UN Award)
- S.O.S. Lutezia (Si tous les gars du monde), regia di Christian-Jaque
- Le 22 spie dell'Unione (The Great Locomotive Chase), regia di Francis D. Lyon
- Pacific Destiny, regia di Wolf Rilla
- To Your Health
- Under the Same Sky